# Crocidura lea
Crocidura lea är en däggdjursart som beskrevs av Miller och Hollister 1921. Crocidura lea ingår i släktet Crocidura och familjen näbbmöss. IUCN kategoriserar arten globalt som livskraftig. Inga underarter finns listade i Catalogue of Life.
Denna näbbmus förekommer på Sulawesi men den saknas på öns södra halvöar. Arten vistas i låglandet och i bergstrakter upp till 1000 meter över havet. Den fördrar ursprungliga regnskogar men kan även anpassa sig till nybildade skogar. Antagligen är Crocidura lea nattaktiv.